# بارزانا
بارزانا (به ایتالیایی: Barzana) یک کومونه در ایتالیا است که در استان برگامو واقع شده‌است. بارزانا ۲٫۱ کیلومتر مربع مساحت و ۱٬۶۴۵ نفر جمعیت دارد و ۳۰۰ متر بالاتر از سطح دریا واقع شده‌است.